# Francesco Botticini

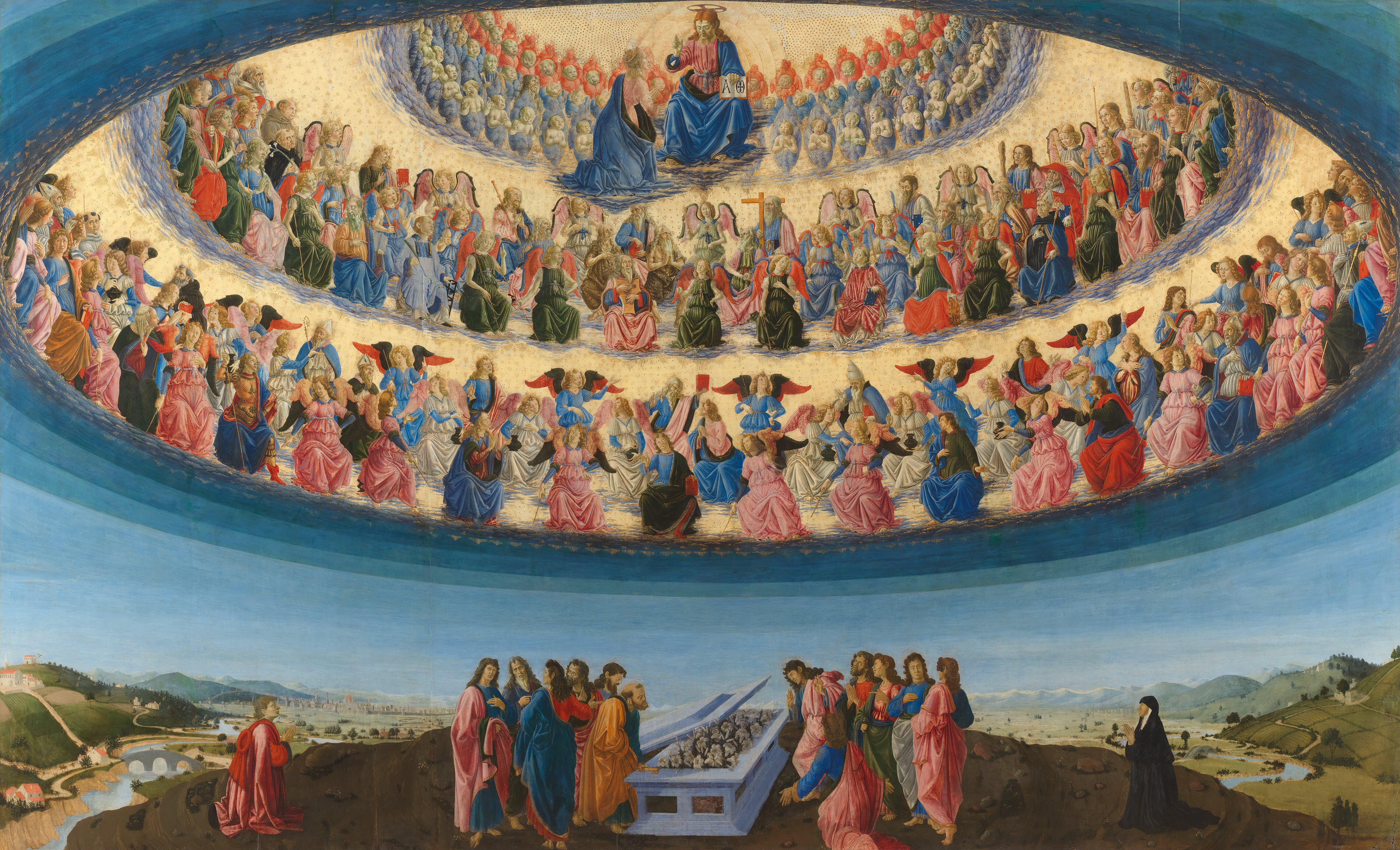
A Assunção da Virgem

Francesco di Giovanni Botticini (1446 - 1498) foi um pintor italiano do começo do Renascimento. Estudou com Cosimo Rosselli e Andrea del Verrocchio. Nasceu em Florença em 1446 e é lembrado principalmente por sua pintura chamada Assunção da Virgem. Criou seu próprio ateliê após ter sido auxiliar de Neri di Bicci.
Embora existam poucos trabalhos atribuídos a Botticini diretamente, nos últimos anos os historiadores descobriram um número considerável de trabalhos que certamente foram de autoria de Botticini. Desde a montagem do registro completo de suas obras, ele é visto como um notável mestre menor da arte renascentista.